# Kingpin: Life of Crime
Kingpin: Life of Crime è uno sparatutto in prima persona sviluppato da Xatrix Entertainment, e pubblicato  da Interplay nel 1999 per PC. 
Pubblicato poco dopo il massacro della Columbine High School, ha ricevuto diverse critiche per la violenza espressa da parecchie situazioni di gioco oltre che per il linguaggio crudo dei dialoghi, ed è stato rifiutato da alcuni rivenditori statunitensi. 
Disponibile inizialmente solo per sistemi operativi Microsoft Windows, nel 2000 Ryan Feltrin, un impiegato della Xatrix, realizzò una versione del file eseguibile necessario per avviare il gioco per sistemi operativi basati su GNU/Linux.
Il 18 Gennaio 2020 viene annunciata da 3D Realms una versione restaurata intitolata Kingpin: Reloaded prevista, inizialmente per il primo trimestre dello stesso anno, ma a causa di problemi di sviluppo è stata rimandata, verrà pubblicata solo il 5 dicembre 2023.

## Trama
Il gioco è ambientato nella parte più povera della città di Skidrow. Il protagonista - un criminale senza nome - ridotto in fin di vita, per essersi rifiutato di pagare la "protezione", dagli scagnozzi di Niki Blanco che lavora per il boss Kingpin (personaggio visivamente ispirato al Marsellus Wallace di Pulp Fiction). Ristabilendosi, cercherà vendetta prima eliminando Niki, e poi una volta raggiunto il quartier generale di Kingpin tenterà di ucciderlo per prendere il suo posto.

## Modalità di gioco
Il gioco segue tutti i canoni del genere, tuttavia con alcune novità; anzitutto sarà possibile interagire con altri personaggi non giocanti, ed assumerli per ottenere il loro aiuto, dietro pagamento di denaro (generalmente si trovano presso bar o pub) oppure avere informazioni sulla missione in corso; i personaggi non giocanti hanno comportamenti che variano in base alle risposte date dal giocatore, ed anche alla presenza di un'arma puntata su di loro oppure no. È inoltre possibile trovare alcuni punti vendita (contrassegnati dall'insegna Pawn-o-matic) dove acquistare armi, potenziamenti per le stesse, munizioni e dispositivi di protezione. Infine è stato implementato una suddivisione dei modelli dei nemici in più zone, in modo tale che i danni inferti, oltre che ad essere visibili, risultino più o meno gravi a seconda del punto colpito.

## Colonna sonora
La colonna sonora è composta da sei tracce composte dei Cypress Hill, di cui tre presenti nell'album Cypress Hill IV. I componenti del gruppo hanno anche prestato la loro voce per alcuni personaggi.

## Mod
Sono stati realizzati nel corso degli anni diversi mod, come ad esempio Night Work at the Factory, che privilegia un gameplay meno focalizzato sull'azione, oppure Final crime, una sorta di seguito non ufficiale che continua la storia del gioco originale.